# Las Aletas (stacja kolejowa)
Las Aletas (hiszp. Estación de Las Aletas) – stacja kolejowa w Puerto Real, w Prowincji Kadyks, we wspólnocie autonomicznej Andaluzja, w Hiszpanii. Stanowi część linii C-1 Cercanías Cádiz.

## Położenie stacji
Znajduje się na linii kolejowej Alcázar de San Juan – Kadyks w km 131,6.

## Linie kolejowe
- Alcázar de San Juan – Kadyks